# Грос, Николаус
 Николаус Грос  (нем. Nikolaus Groß; 30 сентября 1898, Хаттинген, Германия — 23 января 1945, Берлин) — блаженный Римско-Католической Церкви, мученик, немецкий общественный деятель.

## Биография
После окончания средней школы работал шахтёром в течение восьми лет, после чего стал заниматься профсоюзной деятельностью в Христианском Союзе Горняков (Gewerkvereia christlischer Bergarbeiter) и Союзе Горняков святого Антония (Antonius-Knappenverein — KAB). В 1910 году стал секретарём Христианского Профессионального Союза Горняков (Bergarbeitergewerkschaft), с 1911 года работал главным редактором газеты Gwarck. В 1922 году стал руководителем Христианского Товарищества Горняков. В 1926 году стал директором католической газеты Westdeutsche Arbeiterzeitung, которая распространялась среди рабочих. В 1938 году газета прекратила выходить в печать из-за давления нацистских властей Германии. С 1940 года был неоднократно преследуемым со стороны национал-социалистов. После покушения 12 августа 1944 года на Адольфа Гитлера был арестован. Находился в тюрьмах Кёльна, Франкуфурта-на-Майне, Равенсбрюке и Берлине. 15 января 1945 года был приговорён трибуналом к смерти и казнён 23 января 1945 года. Его тело было сожжено, а пепел развеян.

## Прославление
7 октября 2001 года был причислен к лику блаженных римским папой Иоанном Павлом II. В Хаттингене находится музей, посвящённый его памяти. В Кёльне названа улица его именем. На стене собора Святого Урбана в городе Гельзенкирхен находится мемориальная доска.